# Санько, Наталия Ивановна
Ната́лия Ива́новна Санько́ (8 января 1952) — советская и российская актриса театра и кино, педагог.

## Биография
Родилась 8 января 1952 года в семье актрисы Елены Санько и советского военачальника Ивана Федосеевича Санько. Старшая сестра — Ёла Ивановна Санько, актриса.
В 1974 году окончила актёрский факультет Высшего театрального училища имени Б. В. Щукина в Москве (художественный руководитель курса — Вера Константиновна Львова и В. Г. Шлезингер). Во время учёбы познакомилась со своим будущим мужем Шлыковым Юрием.
На втором курсе Юрий и Наталия работали в паре над отрывком из рассказа Генриха Бёлля «Долина грохочущих копыт».
Когда супруг Юрий Шлыков служил в Театре на Таганке, Наталия ждала ребёнка, супруги жили в коммуналке. В какой-то момент актёр принял решение об уходе из театра и поступлении в аспирантуру. В период вступительных экзаменов Наталия родила старшую дочь Анну. После рождения младшей дочери — Ксении Наталия приняла решение заниматься домом и семьёй. И последним её фильмом стал «Утренний обход» в 1979 году. Когда её звали на съёмки в кино, то она отказывалась. Более чем через 20 лет она вернулась к съёмкам в кино, и первый фильм с её участием после перерыва в кинематрографической карьере вышел только в 2003 году.
Дебют актрисы в кино состоялся в 1971 году в фильме Джентльмены удачи.
В 1978 году Наталья снялась вместе со свой мамой Еленой Санько в фильме «Молодость с нами», где мама сыграла роль секретаря директора НИИ, а дочь эпизодическую роль гостьи на дне рождении.
Как и её старшая сестра Ёла, участвовала в съемках телевизионной программы Кабачок «13 стульев».
Вместе с мужем ведут актёрскую мастерскую в своей альма-матер — театральном училище имени Щукина. Среди учеников Наталии и её супруга такие актёры как Агния Кузнецова.

### Личная жизнь
- Муж — Шлыков Юрий, актёр, однокурсник по Высшему театральному училищу имени Б. В. Щукина[источник не указан 461 день]. Поженились в 1973 году, будучи студентами, едва перешедшими на четвёртый курс. Живут вместе по настоящее время[4].
  - Старшая дочь — Анна Юрьевна Шлыкова, учитель. Замужем с 1999 года, у супругов трое детей[4].
  - Младшая дочь — Ксения Юрьевна Шлыкова, медицинская сестра, выпускница Московского медицинского училища № 13 на Смоленском бульваре. Замужем за медиком с 2008 года, у супругов двое детей[4].

## Творчество

### Театр
- 1973 — «Товарищ, верь!» по письмам Александра Сергеевича Пушкина, Театр на Таганке, в роли Натальи Гончаровой;
- «Джентльмен на вечер», Театр комедии[5].

### Фильмография
- 1971 — «Джентльмены удачи» — жена Мишки (нет в титрах)
- 1971 — «Старики-разбойники» — представительница от молодёжи треста
- 1972 — «За твою судьбу» — Верка
- 1973 — «Быть человеком» — Валька
- 1974 — «Три дня в Москве» — посетительница ресторана (нет в титрах)
- 1976 — «Моя любовь на третьем курсе» — Лика Козаченко
- 1978 — «Молодость с нами» — гостья, на дне рождения Оли
- 1979 — «Гараж» — родственница дипломата
- 1979 — «Москва слезам не верит» — сослуживица Кати с завода
- 1979 — «Утренний обход» — Танечка, знакомая Юры
- 2003 — Даша Васильева. Любительница частного сыска — мадам Прудон
- 2004 — Родственный обмен" — эпизод
- 2005 — Анна — эпизод
- 2005 — Бумер. Фильм второй — Эля
- 2005 — «Мошенники» «Неуловимая четвёрка» — Циля Марковна
- 2007 — Формула стихии — Мария Ивановна, соседка Людмилы (по палате в больнице)
- 2008 — Галина — пациентка
- 2008 — Дважды в одну реку — Антонина Петровна
- 2008 — Девочка моя — (Россия, Украина) Евгения Ивановна
- 2009 — Московский дворик — эпизод
- 2009 — «Чёрная молния» — лектор
- 2010 — «Побег» «Побег из тюрьмы» — Валентина Попова, жена начальника тюрьмы
- 2011 — «Интерны» — Роза Исааковна, мама Купитмана
- 2011—2014 — «Лесник» — Таисия Захаровна Фомина, мать Егора
- 2013 — «Петля времени» — старуха Дюпре
- 2016 — «Анна-детективъ» — Иванова-Сокольская
- 2016 — «Отель Элеон» (Россия, Украина) — Екатерина Андреевна
- 2016 — «Учитель в законе. Схватка» — бабушка Юли
- 2017 — Мужики и бабы — Настя Гредная
- 2017—2018 Лесник. Своя земля — Таисия Захаровна Фомина, мать Егора
- 2020 — Блокадный дневник / A Siege Diary — Матрёша
- 2020 — Волк — эпизод
- 2021 — Афера — баба Маруся
- 2021 — Динозавр-3 — старушка
- 2021 — Предпоследняя инстанция — Анна Егоровна, сестра Оксаны
- 2021 — Проект «Анна Николаевна»-2 — Соколовская
- 2021 — Склифосовский (9 сезон) — Елизавета Николаевна Милованова
- 2022 — Словно не было разлуки — бабушка Димы
- 2023 — Загадай любовь